# Дифракція Фраунгофера

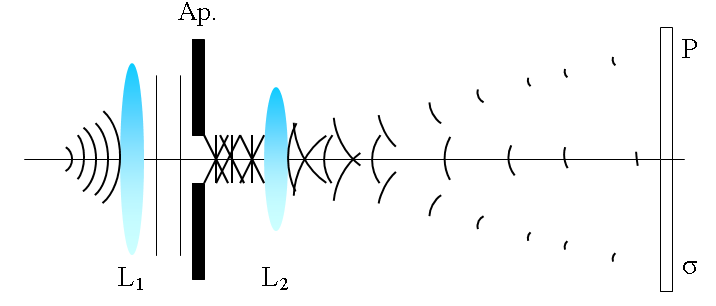

Дифра́кція Фраунго́фера — модель дифракції, яка спостерігається на великій віддалі від перешкоди (відстань задовольняє умови Фраунгофера), яку огинає світло, в області, де світлові хвилі можна вважати плоскими.
При дифракції на круглому отворі, дифракційна картина у випадку Фраунгофера залежить від кута між оптичною віссю й напрямком від апертури до точки спостереження.
{\displaystyle \psi (\theta )\propto \mathrm {sinc} \left({\frac {\pi a\theta }{\lambda }}\right)},
де λ — довжина хвилі, a — радіус отвору, θ — кут відхилення променя від оптичної осі.
{\displaystyle \mathrm {sinc} (x)={\frac {\sin x}{x}}}.
На далекому від апертури екрані спостерігається послідовність кілець, розділених темними проміжками. Яскравість кілець зменшується при віддаленні від центру.
Дифракція Фраунгофера спостерігається тоді, коли число Френеля {\displaystyle {\frac {a^{2}}{\lambda d}}\ll 1}, де a — радіус отвору, λ — довжина світлової хвилі, d — віддаль між екранами.